# Skinless
A Skinless amerikai death metal/grindcore zenekar.
Az együttest Noah Carpenter és Ryan Wade alapították 1992-ben, a new york-i South Glens Falls faluban. Wade azóta kilépett a zenekarból. Fő témáik a háború, a rosszindulat, a vérontás és a halál. Jellemző rájuk a szatíra/társadalomkritika használata is, illetve olyan együtteseket is parodizáltak már, mint a Cannibal Corpse vagy a Carcass. Híresek lettek még látványos koncertfellépéseikről is. Egyszer már feloszlottak az évek során: először 1992-től 2011-ig működtek, majd 2013-tól napjainkig. Lemezeiket a Relapse Records jelenteti meg.

## Tagok
- Noah Carpenter – gitár (1992–2011, 2013–)
- Joe Keyser – basszusgitár (1997–2011, 2013–)
- Bob Beaulac – dob (1997–2002, 2003–2011, 2013–)
- Sherwood Webber IV – ének (1994–2004, 2010–2011, 2013–)
- Dave Matthews – gitár (2013–)

Korábbi tagok
- Dan Bell – ének (1992)
- Ted Monsour – basszusgitár, ének (1992–1994)
- Ryan Wade – ének, dob (1992–1996)
- Jeff Vanloan – basszusgitár (1993)
- Mike Levy – ének (1993–1994)
- Martin Oprencak – ének (1994)
- Adam Lewis – basszusgitár (1995–1997)
- Joe Clark – dob (1996)
- George Torres – dob (2002)
- John Longstreth – dob (2003)
- Jason Keyser – ének (2005–2009)
- Chris Mahar – dob (2006–2009)

## Diszkográfia

### Stúdióalbumok
- Progression Towards Evil (1998)
- Foreshadowing Our Demise (2001)
- From Sacrifice to Survival (2003)
- Trample the Weak, Hurdle the Dead (2006)
- Only the Ruthless Remain (2015)
- Savagery (2018)